# Beta Gruis

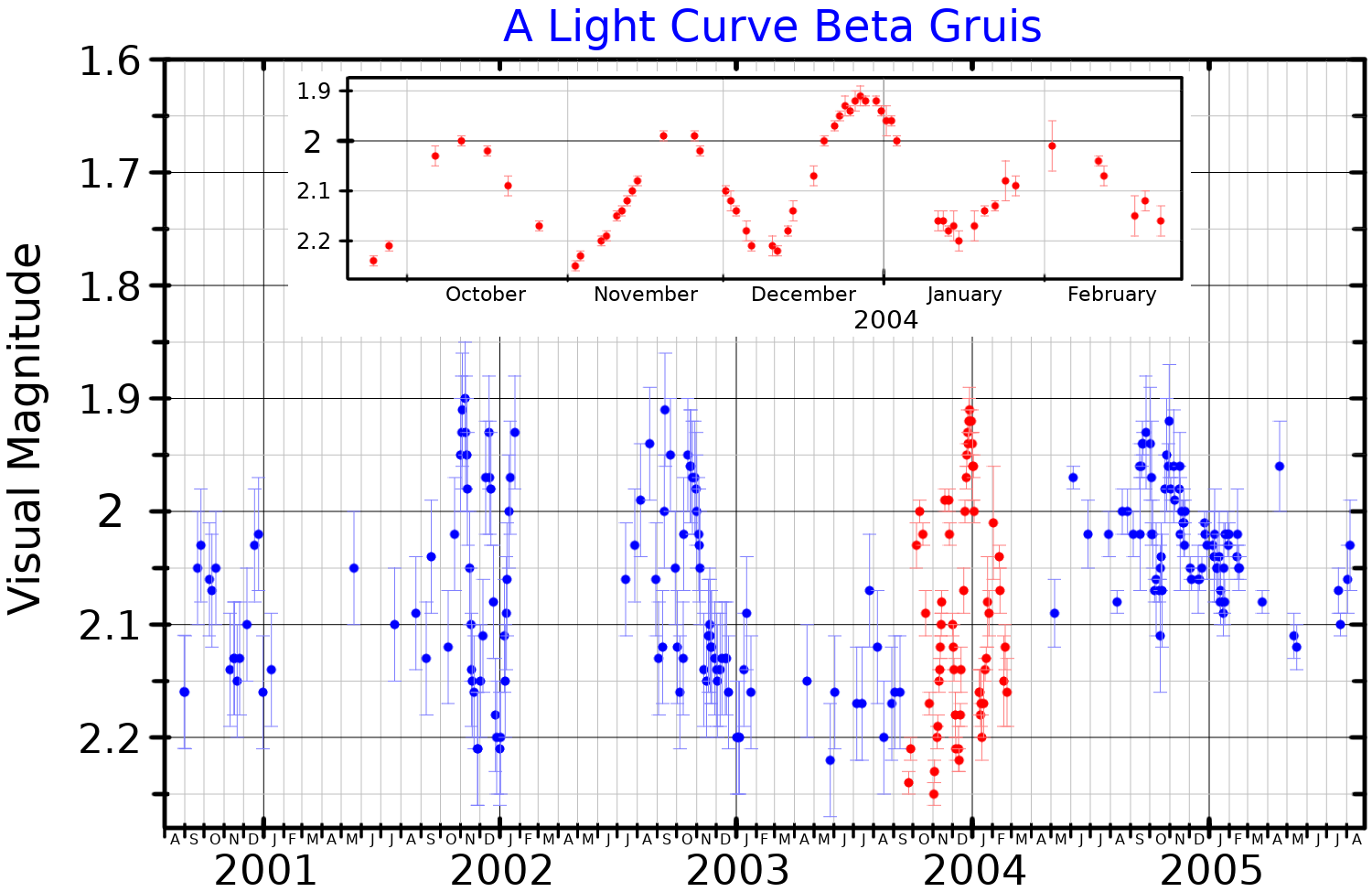
Lichtkromme van Beta Gruis

Beta Gruis is de op een na helderste ster in het sterrenbeeld Kraanvogel. De ster is een rode reus, die vanuit de Benelux niet te zien is.